# Mika Lehkosuo
Mika Lehkosuo, né le 8 janvier 1970 à Helsinki (Finlande), est un footballeur finlandais reconverti en entraîneur.

## Palmarès de joueur
- Championnat de Finlande D1 : (2)
  - HJK Helsinki - 1997 & 2002

- Coupe de Finlande : (3)
  - HJK Helsinki - 1996 ; 1998 & 2000

- Coupe de la Ligue de Finlande : (5)
  - HJK Helsinki - 1994 ; 1996 ; 1997 & 1998

## Palmarès d'entraineur
- Coupe de la Ligue de Finlande : (1)
  - FC Honka - 2010

- Championnat de Finlande D1 : (1)
  - HJK Helsinki - 2017